# 高垚
高垚（？—？），是中國清朝官員，於1889年上任台東直隸州知州，接替王維敘，隸屬於台灣道台灣府，為台灣清治時期的重要地方官員，官職品等則為正五品。